# Jesse Anderson
Jesse Michael Anderson, född 3 maj 1957 i Alton, Illinois, död 30 november 1994 i Madison, Wisconsin, var en amerikansk mördare. När han avtjänade sitt livstidsstraff på Columbia Correctional Institution blev han tillsammans med seriemördaren Jeffrey Dahmer dödad av medfången Christopher Scarver.